# Rothenfluh
Rothenfluh is een gemeente en plaats in het Zwitserse kanton Basel-Landschaft, en maakt deel uit van het district Sissach.
Rothenfluh telt 776 inwoners.

## Geboren
- Michelle Gisin (5 december 1993), alpineskiester